# Asplenium ruta muraria x trichomanes
Asplenium ruta muraria x trichomanes là một loài dương xỉ trong họ Aspleniaceae. Loài này được C.Chr. mô tả khoa học đầu tiên năm 1896.
Danh pháp khoa học của loài này chưa được làm sáng tỏ. 